# Otazníky detektiva Štiky
Otazníky detektiva Štiky je detektivní komiks, který vycházel v letech 1971–1986 v dětském časopisu Ohníček, zpočátku vprostřed sešitu, později na jeho poslední straně. Náměty psal Jiří Lapáček (1924–2000), manžel šéfredaktorky Ohníčku; obrázky kreslil Jiří Kalousek a po jeho smrti vydávání komiksu skončilo. Ediční poznámka ve výboru z roku 2012 uvádí, že celkem vzniklo „bezmála 380 příběhů“. Ale podle údajů v publikaci Dějiny československého komiksu 20. století měl seriál 279 dílů (135 černobílých a 144 barevných).
První případy vznikly ve spolupráci s hlavním velitelstvím VB; příslušníci do Ohníčku posílali ceny pro vítěze – úspěšné luštitele Štikových záhad z řad čtenářů.
Jako inspirace zřejmě sloužil seriál, který vycházel ve francouzském časopise Pif a v němž řešil kriminální případy detektiv Ludovic (Ludo, Ludvík). Některé Otazníky (například díly „krádež jablek v sadu“ nebo „předstíraná krádež trezoru“) se velmi nápadně podobají případům Ludvíka, a to nejen v zápletce, ale i v rozvržení obrázků.
Otazníky byly jednostránkový komiks o formátu asi A5 na šířku a měly od 4 do 6 políček; jednalo se o samostatné díly bez souvislého příběhu a v každém díle šlo o vyřešení nějakého detektivního problému. V ročníku 1979/1980 tvůrci přešli od černobílé k barevné kresbě, současně se Otazníky přestěhovaly zprostředka sešitu na jeho poslední stranu.
Jiří Kalousek detektiva Štiku kreslil většinou jako holohlavého muže s buřinkou, kulatými černými brýlemi, v modrém saku, černých kalhotách a bílé košili s červenou kravatou („brejličky, buřinka a trochu bříško, ale pálí mu to“). Řešil převážně krádeže, pojišťovací podvody, nedorozumění nebo vyvracel celkem nevinné lži svých známých, příbuzných a přátel. Vražda je v komiksu výjimečná (např. díly s pořadovým číslem 26 a 29). Během 16 let vydávání seriálu se některé případy, náměty a zápletky opakovaly, a to i vícekrát.
Občas vycházely (a to na titulní straně Ohníčku) i parodicky pojaté „prázdninové“ případy; tak v 21. čísle 31. ročníku se Štika chystá jet na pionýrský tábor a v 22. čísle 33. ročníku popisuje loupež na poště v Novém Bydžově (rodišti Jiřího Kalouska).
Výběr 111 případů z komiksu vyšel knižně léta 2012 v nakladatelství Albatros. Výběr se řídil dostupnými originály a asi proto se řada případů i zde opakovala.
V roce 2013 vyšel i v norštině pod názvem Detektiv Dranges mysterier. Další výběr vyšel roku 2024 pod názvem Otazníky detektiva Štiky 2.